# Spirostreptus manyemanus
Spirostreptus manyemanus är en mångfotingart som beskrevs av Carl Graf Attems 1927. Spirostreptus manyemanus ingår i släktet Spirostreptus och familjen Spirostreptidae. Utöver nominatformen finns också underarten S. m. biserialis.